# Hookeria microcarpa
Hookeria microcarpa là một loài Rêu trong họ Hookeriaceae. Loài này được (Hedw.) Hook. & Grev. mô tả khoa học đầu tiên năm 1825.